# 6755 Solovʹyanenko

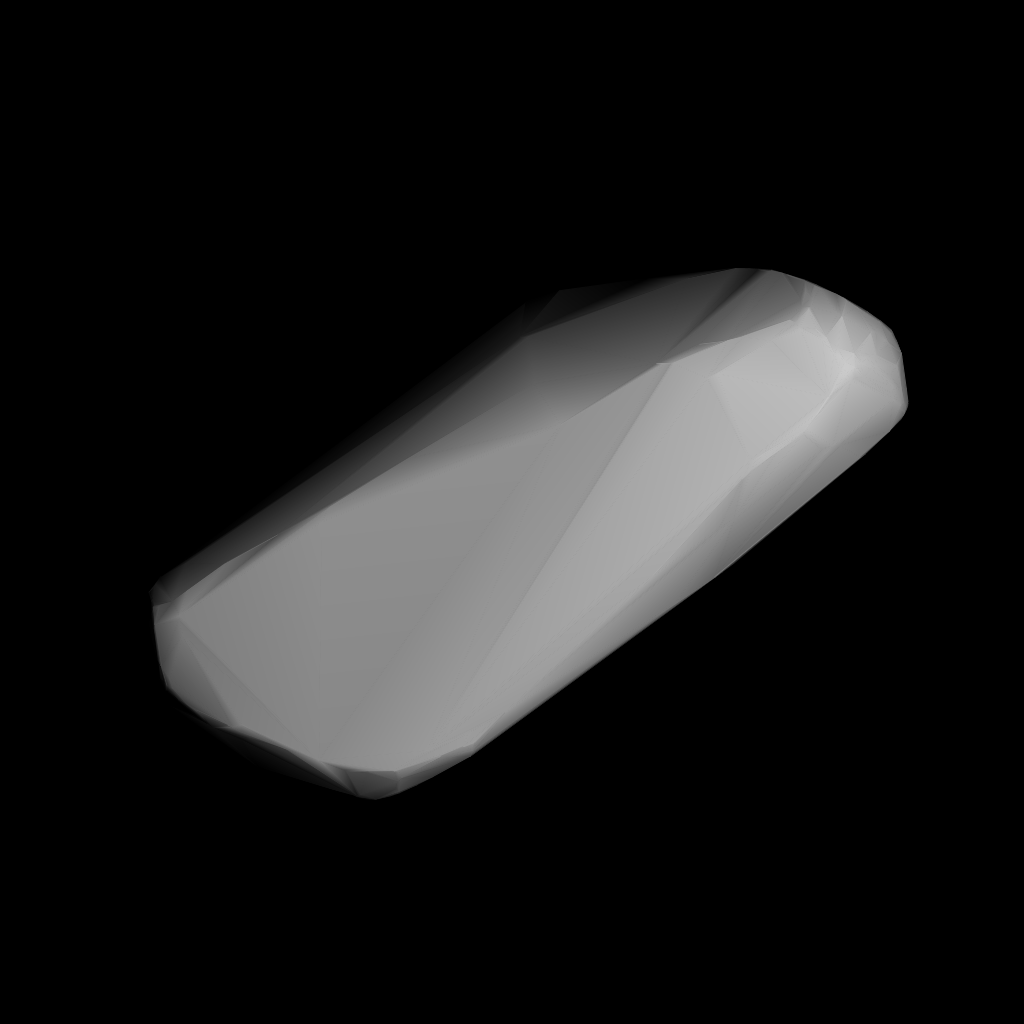
Model 3D al asteroidului 6755 Solovʹyanenko

6755 Solovʹyanenko este un asteroid din centura principală de asteroizi.

## Descriere
6755 Solovʹyanenko este un asteroid din centura principală de asteroizi. A fost descoperit pe 16 decembrie 1976 la Observatorul astrofizic din Crimeea de Liudmila Cernîh. Asteroidul prezintă o orbită caracterizată de o semiaxă mare de 2,44 ua, o excentricitate de 0,04 și o înclinație de 4,7° în raport cu ecliptica.